# Kingdom Hearts
Kingdom Hearts (яп. キングダムハーツ, кингудаму ха:цу, «Королівство сердець») — відеогра жанру Action RPG, розроблена спільними зусиллями компаній Disney Interactive і Squaresoft (нині Square Enix). Гра вийшла ексклюзивно для PlayStation 2 28 березня 2002 року в Японії, 17 вересня 2002 року у США і 15 листопада того ж року в Європі. 26 грудня 2002 року тільки в Японії вийшло доповнення Kingdom Hearts Final Mix. У 2013 році гра була портована на консоль PlayStation 3 як частина збірника Kingdom Hearts 1.5 HD Remix. Видавцем в Японії є Square Enix, в США — Square EA і Disney Interactive, і Sony Computer Entertainment в Австралії та Європі. Kingdom Hearts стала першим проєктом ігрового дизайну Тецуї Номури як керівника проєкту.
Гра є першою в серії Kingdom Hearts і об'єднує персонажів з світів Волта Діснея з персонажами з ігор Squaresoft. Крім того, спеціально для неї були створені нові персонажі, про яких оповідає сюжет. Дизайн персонажів і світів, створених спеціально для гри, виконаний в стилі фентезі з елементами наукової фантастики. Сюжет оповідає про хлопчика на ім'я Сора (яп. ソラ, англ. Sora), який виявляється обраним Ключ-Клинком (яп. キーブレード, кі:буре:до, англ. Keyblade). Подорожуючи між світами, він бореться з силами темряви. На початку подорожі до нього приєднуються Гуфі і Дональд Дак, які допомагають йому.
Гра була тепло зустрінута через несподівану комбінацію жанрів екшену і рольової гри, а також через гармонійне поєднання персонажів і сюжетів Square і Disney. Багато персонажі були озвучені тими ж акторами, що в мультфільмах і іграх, у яких спочатку з'явилися їхні персонажі. Гра увійшла в список «Sony Greatest Hits», як одна з найпродаваніших на PlayStation 2 в усьому світі.

## Ігровий процес
Kingdom Hearts створювалася під впливом своєї попередниці, серії ігор Final Fantasy, але при цьому має динаміку «Hack and slash», тобто бої проходять в реальному часі, а не покроково, як випущених до того іграх Final Fantasy. У грі використовується вид від третьої особи. Гравець використовує геймпад, щоб бігати і стрибати персонажем, крім того, на екрані є меню, що складається з «команд» (англ. Commands), наприклад, «Attack» (атака), «Magic» (магія), «Items» (речі). Під час битви гравець вибирає «команду» з меню і використовує її. Гравець керує тільки головним героєм гри, Сорою, але в нього можуть бути неігрові напарники (більшу частину гри це Гуфі і Дональд Дак), які допомагають під час битв. Хоча напарники неігрові, їхню поведінку і тактику бою можна змінити в налаштуваннях. Проходження поділяється на рівні, що складаються з окремих локацій, — світи, засновані на діснеївських мультфільмах, а також світи, зроблені спеціально для гри. У деяких світах до гравця приєднуються герої цього світу: наприклад, у світі Місто Хелловін  (яп. ハロウィンタウン, харовин таун, англ. Halloween Town) напарником може бути Джек Скеллінгтон. У деяких світах персонажі змінюються, злегка змінюється і геймплей. Наприклад, в Атлантиці (яп. アトランティカ, аторантика, англ. Atlantica) у Сори виростає русалчин хвіст, а разом з тим герой отримує здатність плавати в просторі.
Як і в багатьох рольових іграх, у Kingdom Hearts наявна система досвіду. Чим більше ворогів переможено, тим більше у протагоніста і його напарників накопичується досвіду, і, відповідно, тим сильнішими стають герої і тим більше у них стає здібностей. Перед грою герой проходить навчання, де вирішує, яку з трьох характеристик — атаку, захист або магію — посилити, а якими пожертвувати натомість. У певних напарників краще розвинені певні характеристики. Наприклад, Дональд гарний, як маг, а Гуфі дуже витривалий. Також поліпшити різні характеристики головного героя і його напарників можна, якщо дати їм іншу зброю, яке видобувається шляхом проходження квестів або за сюжетом.
У грі також є щоденник цвіркуна Джиміні — збірник текстів, який можна переглянути у будь-який час. Якщо гравець зустрічає персонажа, проходить певну сюжетну лінію чи переможе певного ворога, то відповідна запис відкривається в щоденнику Джиміні. Існують декілька додаткових секретних сторінок — доповідей Ансема, захованих по різних світах, прочитавши які можна отримати додаткову інформацію про сюжеті. Всього в грі (не в американській версії і не в японському додатку Final Mix) їх десять. Якщо зібрати всі десять сторінок, то відкриється секретна кінцівка, дає інформацію про наступних частинах серії.

### Корабель Гаммі
У Kingdom Hearts для подорожей між світами потрібно використовувати корабель Гаммі (англ. Gummi ship). Під час польоту на кораблі геймплей різко змінюється. Цього разу гра проходить в жанрі рейкового шутера, тобто корабель летить строго по певній траєкторії і тільки вперед — назад звернути не можна. Потрібно пройти рівень, не загинувши, попутно знищуючи ворогів. Якщо корабель не був знищений протягом місії, то вона пройдена. Після кожної місії на кораблі Гамми відкривається новий світ. Перед вильотом можна додати кораблю нові деталі, поліпшивши ті чи інші характеристики.

## Сюжет

### Ігровий всесвіт
Всесвіт Kingdom Hearts складається з світів — всього в грі їх доступно тринадцять. Є і чотирнадцятий, Замок Дісней (яп. ディズニーキャッスル, дидзуни: кяссуру, англ. Disney Castle), але він з'являється тільки в роликах. З чотирнадцяти ігрових світів десять засновані на мультфільмах Діснея, інші були придумані спеціально для гри. Є ще світи, згадані різними персонажами, але вони недоступні, оскільки знищені Безсердечними. Безсердечні — істоти, що є породженнями темряви, головні антагоністи гри. Їх можна знайти у всіх ігрових світах.
У кожного світу — свій дизайн і свої особливості залежно від того, на якому мультфільмі він заснований. У кожному світі, заснованому на мультфільм Діснея, живуть відповідні персонажі, наприклад, в Аграбі (яп. アグラバー, агураба:, Agrabah) герої зустрічають Аладдіна, принцесу Жасмін, Джафара і Джина, а в Олімпійському Колізеї (яп. オリンポスコロシアム, оримпосу коросиаму, Olympus Coliseum) — Геркулеса, сатира Філа і Аїда. Світи існують окремо і не перетинаються. Є і винятки: в Олімпійському Колізеї можна зустріти Клауда і Сефірота з Final Fantasy VII, а Чудовисько з «Красуні і Чудовиська» Сора знаходить в Порожньому Бастіоні. Щоб подорожувати між світами, герої використовують Корабель Гаммі.
У світах, які створені спеціально для гри, часто можна зустріти персонажів серії ігор Final Fantasy. Наприклад, на Островах Долі (яп. デスティニーアイランド, десутині: айрандо, Destiny Islands) живуть Тідус, Vacca і Сельфі, в Перехресному Місті (яп. トラヴァースタウン, торава:су таун, Traverse Town) — Сід, Айріс і Леон. Багато персонажі Final Fantasy жили в Порожньому Бастіоні, поки його не поглинула темрява. Також є Край Світу (яп. エンド・オブ・ザ・ワールド, Ендо обу дза ва:рудо, End of the World), що є залишками світів, поглинених темрявою.

### Персонажі
Оскільки Kingdom Hearts створювалася спільно Squaresoft і Disney, то в однієї і тієї ж вигаданої всесвіту присутні і персонажі серії ігор Final Fantasy, і персонажі мультфільмів студії Дісней, а також персонажі, створені Тецуєм Номуром спеціально для гри. Головний герой гри — чотирнадцятирічний хлопчик Сора, якого обрав Ключ-Клинок — мечеобразное зброю для боротьби з силами темряви. Важливу роль в сюжеті відіграють Ріку (яп. リク, англ. Riku) і Каірі (яп. カイリ, англ. Kairi) — його найкращі друзі. Протягом майже всієї гри Ріки — один з головних лиходіїв. З Сорою подорожують Гуфі, глава королівської охорони, і Дональд Дак, придворний маг. Гуфі і Дональд шукають Короля їхнього світу, пішов боротися з силами темряви. Головний лиходій гри — Ансем Шукач Темряви (яп. 闇の探求者 アンセム, ями но танкю:ся ансэму, Ansem, Seeker of Darkness), який шукає сили і знання, використовуючи Безсердечних.
Під час перебування в світах близько сотні персонажів Діснея можна зустріти в грі. Одні персонажі Діснея сильно впливають на сюжет, інші є другорядними. Деяких персонажів можна закликати, включаючи Джина з «Аладдіна», Дінь-Дінь з «Пітера Пена», Мушу з «Мулан» і Симбу із «Короля Лева».
Squaresoft теж включила в гру персонажів з власне розроблених ігор: на Островах Долі є Тідус і Vacca з Final Fantasy X, а також Сельфі з Final Fantasy VIII. У Перехресному Місті гравець зустрічає Скволла Леонхарта (відомого під псевдонімом «Леон») з Final Fantasy VIII, а також в грі є Юффі, Айріс, Сід, Клауд і Сефірот з Final Fantasy VII. Планувалося також додати Рікку з Final Fantasy X, але потім її замінили на Юффи. Крім того, присутні мугли, які допомагають у синтезі речей.

### Історія
Гра починається на Островах Долі, де живуть Сора, Ріку і Каїрі. Друзі давно мріють побачити інші світи і довго готувалися до подорожі, але раптово на Острови Долі нападають Безсердечні. Сора шукає своїх друзів і зустрічає Ріку. Ріку на очах Сори зникає в темному порталі і тягне Сору за собою. Тут же у Сори з'являється Ключ-Клинок — зброя, ефективне проти Безсердечних. Сора знову з'являється на островах і починає шукати Каїрі. Він знаходить її в печері неподалік, але Каїрі не реагує, коли він з нею намагається заговорити. Якась невідома сила витягує Сору з печери і приводить його до гігантського Безсердечного, з яким Сора б'ється, намагаючись врятувати острова. Сора його перемагає, але Острова Долі все одно захоплені Бездушні, Сору викидає з цього світу через відкрився портал. Тим часом Король покидає свій рідний світ для боротьби з темрявою і наказує Гуфі і Дональду знайти «ключ», який врятує світи від темряви. Гуфі і Дональд вирушають на пошуки «ключа» і Короля.
Дональд і Гуфі на Кораблі Гамми добираються до Перехресного Міста, куди викинуло Сору. Сора стикається з Безсердечними знову і зустрічається з Леоном, який йому пояснює, що Безсердечні поглинають серця, створюючи тим самим собі подібних, і що Ключ-Клинок — це єдиний спосіб остаточно їх знищити. Також він згадує, що людина по імені Ансем колись вивчав Безсердечних. Сора зустрічає Дональда і Гуфі, і вони вирішують вирушивти в подорож разом, щоб знайти Короля, Ріку і Каири. Герої мандрують по різних світах, заснованим на мультфільмах Діснея, попутно знаходячи і закриваючи за допомогою Ключ-Клинка «Замкові свердловини» — лазівки до серця світу, які, якщо закриті, захищають від серця Безсердечних, і, отже, знищення. Група диснеївських лиходіїв на чолі з Малефісента шукають сім «Принцес Серця» — сім дівчат, в серцях яких немає ні краплі темряви. «Принцеси Серця» необхідні лиходіям для того, щоб відкрити останню Свердловину, що веде до «Королівства сердець» — джерела безмежної могутності. Серед лиходіїв — Ріку, який уклав угоду з Малефісентою. Угода полягала в тому, що, якщо Ріку стане на її бік, то вона допоможе йому врятувати Каїрі. Малефісента примушує Ріку засумніватися в Сорі — нібито Сора проміняв його і Каїрі на нових друзів і Ключ-Клинок. Озлоблений Ріку знаходить бездиханне тіло Каїрі без серця.
Сора і його друзі прибувають в Порожній Бастіон — рідний світ Ансема і штаб-квартиру Малефісенти. Ріку забирає Ключ-Клинок у Сори, заявляючи, що він — справжній власник Ключ-Клинка і що Сора отримав його, скориставшись його відсутністю. Дональд і Гуфі, слідуючи наказом Короля слідувати за «ключем», залишають Сміття. Через деякий час Сора зустрічає Ріку ще раз і кидає йому виклик, при цьому друзі до нього повертаються, як і Ключ-Клинок. Переможений Ріку бачить незнайомця в плащі, який спонукає його скористатися темрявою. Тим часом троє вбивають Малефісенту, але після цього зустрічають дивно провідного себе Ріку з іншим Ключ-Клинком. Сора знаходить Каїрі і з'ясовує, що Ансем вселився в Ріку. Виявляється, що саме Ансем — головний лиходій гри. Ансем пояснює Сорі, що Каїрі — сьома Принцеса Серця, що Ключ-Клинок Ансема зроблений з сердець Принцес Серця, і що її серце весь час, починаючи з Островів Долі, було всередині Сори. Перемігши Ансема, Сора простромлює себе Ключ-Клинком, випускаючи своє серце і серце Каїрі. Серце повертається до Каїрі, а Сора стає Безсердечним. Каїрі дізнається в Безсердечному Сору, і її світло перетворює його назад в людину. Сора вирішує покінчити з Ансемом і врятувати Ріку, в якого він вселився.
Ансема знаходять на Краю Світу, в світі, який являє собою залишки світів, поглинених Безсердечними. Перед битвою Ансем роз'яснює свою точку зору з приводу серця, заявляючи, що темрява — це «справжня сутність серця», і він хоче знайти Королівство Сердець, яке є джерелом абсолютної сили темряви. Але відкривається двері до Королівства, і звідти йде дуже потужне світло, який знищує Ансема. За дверима залишаються Король і Ріку, які допомагають Соре закрити двері, оскільки за нею дуже багато Безсердечних. Король і Сміття використовують свої Ключ-Клинки, щоб закрити двері з обох сторін. Світи, знищені темрявою, відроджуються, в тому числі і Острови Долі. Каїрі повертається додому, а Сміття вирушає разом з Дональдом і Гуфі шукати Ріку і Короля, обіцяючи Каїрі повернутися як можна швидше.
Після титрів герої зустрічають Плуто, який тримає лист від Короля. Плуто тікає, а герої біжать слідом за ним — назустріч новим пригодам.

## Розробка
Ідея гри народилася під час розробки Final Fantasy VII, коли художник Тецуя Номура пограв в Super Mario 64. Ця гра наштовхнула його на думку про створення створенні тривимірної Action RPG з елементами платформера. Загорівшись бажанням створити таку гру, Номура почав обговорювати цю ідею з Хіронобу Сакагуті і Шінджі Хасімото. Під час розмови розробники зійшлися в думці, що гра стане успішною, тільки якщо в ній будуть персонажі, за популярністю можна порівняти з діснеївськими. Коли Шінджі Хасімото зустрів співробітника The Walt Disney Company в ліфті (офіс Squaresoft і японський офіс The Walt Disney Company знаходились в одній будівлі), то він не забув скористатися шансом і запропонував керівництву компанії створити разом гру. Команда розробників набиралася і з Square, і з Disney Interactive. Оглядаючись назад у минуле, Номура згадував, що він насилу пояснив Disney свою ідею, особливо якщо врахувати, що він взагалі не знав англійської мови. Багато ідей, які висловлювали співробітники Disney, були відкинуті Номурою.
Розробка гри почалася в лютому 2000 року, а сама Kingdom Hearts спочатку позиціонувалася як чергова диснеївська гра, цільовою аудиторією якої були діти. Так було до тих пір, поки виконавчий продюсер, Хіронобу Сакагуті, не сказав Тецує Номуре, що проєкт виявиться провальним, якщо розробники не будуть прагнути до того ж рівня, що і у популярної серії Final Fantasy, після чого керівник вирішив доопрацювати сюжет. Коли розробники вибирали діснеївські світи, вони намагалися вибрати як можна більш різноманітні. При виборі також враховувалася оригінальність самих персонажів. Хоча команді було дозволено вибирати будь-які світи і міняти їх сюжетні лінії, вона постаралася не спотворювати початковий сюжет мультфільмів і залишити персонажів. В червні 2013 року Номура розповів, що назва гри з'явилося, коли Номура почав роздумувати про діснеївських тематичних парках, в особливості «Animal Kingdom». Однак, у Номури не вийшло зареєструвати інтелектуальну власність під назвою «Kingdom», тому розробники вирішили додати друге слово в назву. Коли розробники вирішили, що центральне місце в сюжеті будуть займати серця, було вирішено додати слово «Hearts» (з англ. — «серця») — таким чином, вийшло Kingdom Hearts
В американській локалізації було додано те, чого не було в японському оригіналі: нові додаткові боси, один з яких був названий на честь переможця конкурсу на сайті «Name-In-Game», Курта Зіси, новий рівень складності і трейлер Kingdom Hearts II, який відкривався за певних умов. Номура створив трейлер, щоб перевірити реакцію фанатів на очікування сиквела: він знав, що якщо гра буде непопулярною, то можна буде залишити незрозумілими деякі моменти в грі і таким чином підігріти інтерес. Всі нововведення, включені в американську версію, з'явилися в Доповненні гри під назвою Kingdom Hearts Final Mix, виданому тільки в Японії.

## Final Mix
Kingdom Hearts Final Mix — міжнародна версія гри, що вийшла лише на території Японії. В ній англійська, а не японська озвучка, тоді як текст був залишений на японському. Включені нові ролики, серед яких подорож Ріку і нова секретна кінцівка гри. З'явилася можливість пропускати ролики перед босами за бажанням гравця, якщо він програв. Були також включені додаткові боси, представлені вперше в англійській версії; крім того, був доданий ще один бос — незнайомець у чорному плащі, який повинен був підігрівати інтерес до продовження гри.
Іншою спробою привернути увагу до продовження була секретна кінцівка гри «Another Side Another Story 【 deep dive 】», яка відкривалася, якщо гравець виконав певні побічні квести. Включені нові музичні теми: «Disappeared», «One-Winged Angel», «Another Side. Another Story» і «Night on Bald Mountain». «Night on Bald Mountain» і «One-Winged Angel» вже були в американській версії. Інші зміни — нова зброя, речі, здібності, вороги, перефарбування деяких Безсердечних, а також два нових рівня складності.

## Аудіо

### Музика
Музика до гри написана японською композиторкою Йоко Сімомурою. Саундтрек також складається з музики, взятої з оригінальних диснеївських фільмів, хоча більшість тем написані спеціально для гри. Вступна і заключна тема були складені Каору Вадой і наповнені Новим Японським філармонічним оркестром. Головною вокальної темою японського релізу гри є пісня «Hikari» (яп. 光, світло). Англійська версія «Hikari», «Simple and Clean», використовується в західному випуску в японському додатку Final Mix. Обидві версії були складені і виконані відомої японської співачкою Хікару Втадой. Про її причетність до створення альбому, а також про японській назві пісні було оголошено в січні 2002 року. Номура спочатку розглядав Втаду, як виконавицю головної теми. «Hikari» є першою роботою Втади в індустрії комп'ютерних ігор. Сингл «Hikari» вийшов у Японії 20 березня 2002 року і став дуже популярним — до серпня 2002 року було продано 860 000 його копій в Японії. Саундтрек Kingdom Hearts також вийшов на двох CD-дисках 27 березня 2002 року в Японії та роком пізніше в США. Також саундтрек був включений у збірник Kingdom Hearts Original Soundtrack Complete, який вийшов в Японії 28 березня 2007 року. Музика з Kingdom Hearts також була включена в збірник найкращих робіт Йоко Сімомури, який називається Drammatica.

### Озвучка
В озвучці Kingdom Hearts брали участь багато відомих акторів. В японській версії Сору озвучує сейю Мію Ірино, Каїрі — Рісу Втида, а Ріку — Мамору Міяно. Інші примітні сею — Коїті Ямадєра, Хідео Ісікава і Маая Сакамото. Особливі старання пішли на те, щоб голоси диснеївських персонажів були схожі на оригінальні. Замість деяких акторів з оригінальних фільмів постаралися набрати акторів з пов'язаних з фільмами творів (наприклад, Ден Кастелланета в ролі Джина замість Робіна Вільямса). В англійській версії озвучення в ролі Сори виступає Хейлі Джоел Осмент, в ролі Каїрі — Хейден Панеттьєр і Девід Галлахер в ролі Ріку. Крім цього, в озвучуванні брали участь: Біллі Зейн, Ленс Басс, Девід Борианаз, Джеймс Вудс, Менді Мур і Крісті Карлсон Романо.

## Популярність і відгуки
| Агрегатор    | Оцінка |
| ------------ | ------ |
| GameRankings | 86%    |
| Metacritic   | 85/100 |

| Видання       | Оцінка |
| ------------- | ------ |
| 1Up.com       | A-     |
| Eurogamer     | 8/10   |
| Famitsu       | 36/40  |
| Game Informer | 9.5/10 |
| GamePro       | [ 14 ] |
| GameSpot      | 8.2/10 |
| GameSpy       | [ 9 ]  |
| IGN           | 9/10   |

У загальному і цілому Kingdom Hearts отримала позитивні відгуки і добре продавалася. За перші два місяці існування американської локалізації вона увійшла в трійку найпродаваніших ігор в США. У листопаді 2002 року UBS Warburg включив Kingdom Hearts до списку шести найпродаваніших консольних ігор тижня. Наприкінці квітня 2003 року Square Enix оголосила, що мільйонний екземпляр Kingdom Hearts був проданий в США, що дало грі право на місце в списку «Sony Greatest Hits», а по всьому іншому світу було продано 3 мільйони екземплярів. Продажі досягли 1,2 мільйона примірників в Японії в першій чверті 2004 року і 4 мільйонів в інших країнах. У грудні 2005 року NPD Group включила Kingdom Hearts в список десяти найпродаваніших ігор на PlayStation 2 в Північній Америці усіх часів". У грудні 2006 року було продано 5,6 мільйонів копій в усьому світі, з них — 1,1 мільйон в Європі, 1,5 мільйон в Японії і 3 мільйона в Північній Америці.
Гра отримала високі оцінки в оглядах критиків. Kingdom Hearts здобула нагороду «Вибір редакції» від авторитетного ігрового сайту IGN і була номінована на звання «Найкращої гри на PS2 2002 року». У 2007 році Kingdom Hearts зайняла 22-е місце серед найкращих ігор на PlayStation 2 всіх часів за версією IGN. Критики хвалили графіком ігри, музику, озвучку і суміш жанрів, в якому вона виконана: своєрідна суміш екшену і рольової гри. IGN дала грі звання «Найкращий стиль промальовування» і «Найкраща анімація» в «Списку найкрасивіших ігор на PS2». GameSpy включила секретну кінцівку і вступну заставку Final Mix у свою статтю «Список двадцяти п'яти кінематографічних роликів відеоігор», присвоївши їм 20-е і 7-е місця відповідно. Рецензент GamePro назвав графіком «розкішної», оцінивши гру на 4,5 з 5 балів. Звук також був високо оцінений, зокрема озвучка, а також музика. GamePro дав музиці максимальну оцінку — 5 з 5.
Оцінки геймплею були найрізноманітніші. Багато огляди критикували гру за управління камерою — в деяких місцях вона була просто незручною. Місії на Кораблі Гамми GameSpot назвав «нудними» і описав їх наслідування серії Star Fox, хоча битви, на думку журналу, цікаві, особливо битви з босами. Dengeki Online прокоментував, що камера огляду часто натикається на перешкоди, коли гравець її крутить. GamePro порівняв систему бою зі «старими іграми „Зельди“ на N64» і добре відгукнувся про штучному інтелекті Дональда і Гуфі.
GameSpot висловив думку, що серйозні елементи Final Fantasy здавалися неможливими у поєднанні з більш дитячими диснеївськими мультфільмами, але поєднання все ж вийшло хорошим. Саме тому вони дали грі звання «Найкращої гри-кросовера після vs Capcom SNK» у списку найкращих і найгірших ігор 2002 року. GameSpy зазначив, що періодичні відступи від основної сюжетної лінії в користь подій диснеївських мультфільмів були розчаруванням і що «…сюжет псує заплутана мішанина нечітких фраз і символів, які мають більше сенсу в думках у керівника проєкту, ніж у кінцевому продукті». Але, попри критику сюжету, GameSpy стверджує, що гра варта того, щоб пройти її до кінця. Інші критики ж, навпаки, про сюжеті відгукувалися позитивно, як, наприклад G4 дав їй нагороду за «Найкращий сюжет». Прості гравці також відгукувалися про гру схвально: за підсумками голосування Kingdom Hearts посіла 19-е місце в списку «найкращих ігор всіх часів» журналу Famitsu, 16-е місце на сайті GameFAQs, і 92-е місце серед користувачів IGN. Також вона увійшла в список IGN «Список двадцяти п'яти найкращих ігор на PS2 всіх часів».

## Манґа
За мотивами гри вийшла комедійна манґа, створена манґакою Сіро Амано. Сюжет майже повністю повторює сюжет гри. Пізніше вийшли томи з подіями з Final Mix. В Японії манґа друкувалася в журналі Famitsu, а окремими томами випускалася видавництвом Enterbrain з жовтня 2003 року. У США перекладом і видавництвом зайнялася компанія Tokyopop (перший том вийшов 11 жовтня 2005 року, а заключний четвертий — 10 липня 2006 року), крім того, манга публікувалася в Італії, Німеччині та Швеції.
Манга також мала успіх. Перший том посів 95-е місце в списку газети USA Today «Список ста п'ятдесяти бестселерів» за перший тиждень випуску. IGN похвалив роботу Амано, але розкритикувало мангу за відсутність нових подій. Після цього на додаток до манзі вийшли томи, засновані на сиквелах гри: Kingdom Hearts: Chain of Memories, Kingdom Hearts II і Kingdom Hearts 358/2 Days.

## HD-перевидання
У серпні 2011 року Номура висловив інтерес у випуску HD-ремастерінга гри, хоча і зазначив, що це ще не вирішено. У вересні 2012 року Square Enix анонсувала Kingdom Hearts HD 1.5 Remix для PlayStation 3, збірник, куди входять HD-версії Kingdom Hearts Final Mix і Kingdom Hearts Re: Chain of Memories. Дані версії була додана підтримка трофеїв. За основу моделей персонажів були взяті моделі з Kingdom Hearts 3D: Dream Drop Distance. Геймплей був трохи змінений і став більш схожим на той, що Kingdom Hearts II. Крім того, у збірник також входять заставки з Kingdom Hearts 358/2 Days у високому дозволі. В Японії збірник вийшов у березні 2013 року, у всьому світі випуск восени того ж року.

## Продовження гри
Kingdom Hearts отримала кілька продовжень і відгалужень, ставши першою грою в однойменній серії ігор. За першою грою було пряме продовження — Kingdom Hearts: Chain of Memories на консоль Game Boy Advance, що вийшло в Японії 11 листопада 2004 року. Kingdom Hearts II стала третьою грою в серії, дія якої відбувається через рік після Chain of Memories. Вона вийшла в Японії в 2005 році на PlayStation 2. Як і перша гра, вона була перевидана під назвою Kingdom Hearts II Final Mix+. У листопаді 2008 року Kingdom Hearts coded, продовжує сюжет Kingdom Hearts II, вийшла для мобільних телефонів тільки в Японії. У грудні 2008 року був розроблений рімейк Kingdom Hearts: Chain of Memories на PlayStation 2 під назвою Kingdom Hearts Re: Chain of Memories. Мідквел, назву Kingdom Hearts 358/2 Days, вийшов на Nintendo DS в Японії 30 травня 2009 року і в Північній Америці 29 вересня 2009 року. Kingdom Hearts Birth by Sleep, яка є передісторією до першої Kingdom Hearts, вийшла 9 січня 2010 року в Японії PlayStation Portable, дія якої відбувається за десять років до початку оригінальної гри. Оскільки coded доступна тільки в Японії, на Nintendo DS вийшов рімейк Re: coded. Наступною грою серії, яка вийшла, стала Kingdom Hearts 3D: Dream Drop Distance 2012 року випуску на Nintendo 3DS.
На ігровій виставці E3 2013 була анонсована Kingdom Hearts III для PlayStation 4 і Xbox One. 10 лютого 2018 року на виставці D23 Expo Japan розробка продовження підтвердилася і стали відомі нові деталі. Цю частину присвячено всесвіту мультфільму «Корпорація монстрів». Датою виходу було оголошено 2018 рік, але не раніше виставки E3 2018.